# یولوستو، سالیان
یولوستو  (به ترکی آذربایجانی: Yolüstü) یک منطقه مسکونی در جمهوری آذربایجان است که در شهرستان سالیان واقع شده است. یولوستو ۱۵۸۷ نفر جمعیت دارد.